# NunSexMonkRock
NunSexMonkRock ist das erste Solo-Studioalbum von Nina Hagen. Es wurde weltweit am 30. April 1982 veröffentlicht und war stark avantgardistisch veranlagt.
Nina Hagen machte die Aufnahmen von Winter 1981 bis Anfang 1982 in den Blue Rock Studios, New York.
Musikalisch ist das Album in zwei Teile gegliedert: Die ersten sechs Stücke sind Songs im eigentlichen Sinne (auch wenn die Struktur „Chorus / Vers“ fast nie erreicht wird), während die letzten vier Stücke Vokal-Improvisationen auf einem Rhythmus sind.

## Titelliste
Alle Titel geschrieben von Nina Hagen, Ausnahmen sind erwähnt.
1. Antiworld (Hagen, Paul Roessler) 4:41
2. Smack Jack (Ferdie Karmelk) 5:17
3. Taitschi-Tarot (Hagen, Roessler) 2:06
4. Dread Love (Hagen, Karmelk) 4:07
5. Future Is Now 2:55
6. Born In Xixax 2:55
7. Iki Maska 5:09
8. Dr. Art (Hagen, Karl Rucker) 4:50
9. Cosma Shiva 3:19
10. UFO (Hagen, Rucker) 4:53

## Besetzung
- Nina Hagen – Gesang, Synthesizer, Gitarre
- Chris Spedding – Gitarre
- Paul Shaffer – Synthesizer
- Karl Rucker – Synthesizer, Bass
- Allan Schwartzberg – Schlagzeug
- Don Wershba – Overdubbing
- Axel Gath – Bassklarinette, Baritonsaxophon
- Paul Roessler – Synthesizer, Klavier